# De Grolsch Veste
De Grolsch Veste (phát âm tiếng Hà Lan: [də ˈɣrɔls ˌfɛstə], tiếng Anh: Pháo đài Grolsch, trước đây gọi là sân vận động Arke [ˈɑrkə ˌstaːdijɔn]) là sân vận động của câu lạc bộ bóng đá FC Twente. Nó nằm ở Enschede, Hà Lan, tại Công viên Khoa học & Kinh doanh, gần Đại học Twente. Sân vận động có sức chứa 30.205 chỗ ngồi với hệ thống sưởi sân tiêu chuẩn và có lối đi dạo thay vì hàng rào xung quanh khán đài. Nó đã tổ chức trận chung kết Giải vô địch bóng đá nữ châu Âu 2017.